# Longchamp-sous-Châtenois
Pour les articles homonymes, voir Longchamp et Châtenois.
Longchamp-sous-Châtenois est une commune française située dans le département des Vosges en région Grand Est.

## Géographie

### Localisation
La commune est située au sud de Châtenois dont elle est limitrophe. L'autoroute A31 borde son territoire à l'est. Le premier nom de la commune Longus Campus nous permet de connaître le paysage gallo-romain autour du village, il s'agit d'un campus, soit un vaste espace ouvert herbeux et/ou broussailleux, à végétation basse où il est possible de voir au loin. Cet espace ouvert est observable en particulier depuis le petit castellum, qui a engendré le bourg de Châtenois.

### Géologie et relief
La commune se compose de 1,95 hectares de territoires artificialisés (0,39 %), 457,34 hectares de territoires agricoles (92,39 %) et 36,15 hectares de forêts et milieux semi-naturels (7,30 %).
Espaces naturels :
- Deux zones naturelles d'intérêt écologique, faunistique et floristique (Znieff) :

Pays de Neufchâteau,
Vergers et prairies de Rouvres-la-Chétive, Châtenois et Viocourt,.
La colline qui supporte le village est constituée d'une roche calcaire à bélemnite et d'un étage de marnes, comprenant un calcaire à Plicatula spinosa. Ce sont des formations résiduelles du Lias.

### Communes limitrophes
|                   | Châtenois                |                              |
| Darney-aux-Chênes | Longchamp-sous-Châtenois | La Neuveville-sous-Châtenois |
|                   | Sandaucourt              |                              |

### Hydrographie et les eaux souterraines
Hydrogéologie et climatologie : Système d’information pour la gestion des eaux souterraines du bassin Rhin-Meuse :
Territoire communal : Occupation du sol (Corinne Land Cover); Cours d'eau (BD Carthage),
Géologie : Carte géologique; Coupes géologiques et techniques,
 Hydrogéologie : Masses d'eau souterraine; BD Lisa; Cartes piézométriques.

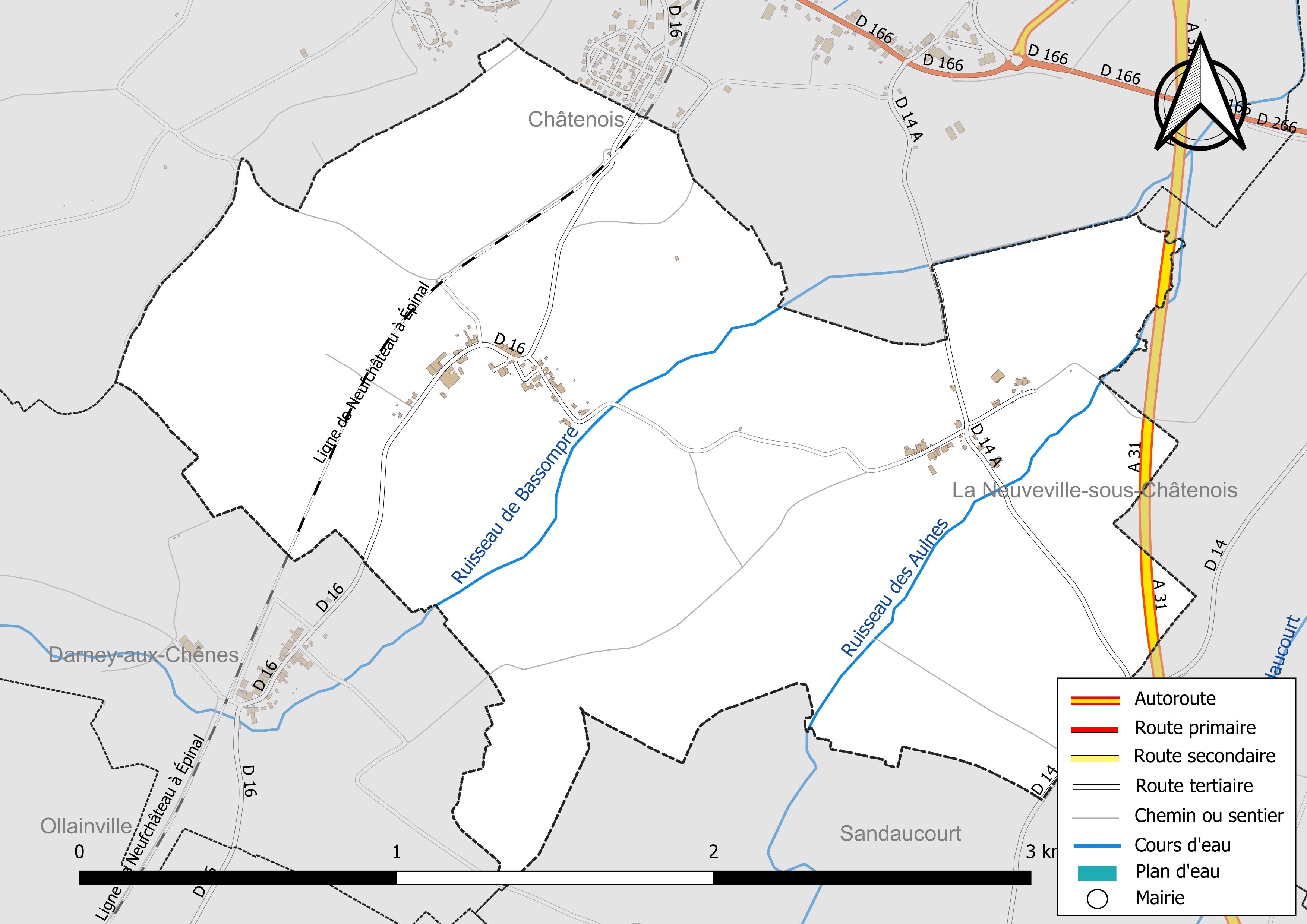
Réseaux hydrographique et routier de Liffol-le-Grand.

La commune est située dans le bassin versant de la Meuse au sein du bassin Rhin-Meuse. Elle est drainée par le ruisseau de Bassompre et le ruisseau des Aulnes,.
La qualité des eaux de baignade et des cours d’eau peut être consultée sur un site dédié géré par les agences de l’eau et l’Agence française pour la biodiversité.

### Climat
Pour des articles plus généraux, voir Climat du Grand Est et Climat des Vosges.
En 2010, le climat de la commune est de type climat des marges montargnardes, selon une étude du Centre national de la recherche scientifique s'appuyant sur une série de données couvrant la période 1971-2000. En 2020, Météo-France publie une typologie des climats de la France métropolitaine dans laquelle la commune est exposée à un climat océanique altéré et est dans la région climatique Lorraine, plateau de Langres, Morvan, caractérisée par un hiver rude (1,5 °C), des vents modérés et des brouillards fréquents en automne et hiver.
Pour la période 1971-2000, la température annuelle moyenne est de 9,4 °C, avec une amplitude thermique annuelle de 17 °C. Le cumul annuel moyen de précipitations est de 964 mm, avec 13 jours de précipitations en janvier et 9,4 jours en juillet. Pour la période 1991-2020, la température moyenne annuelle observée sur la station météorologique de Météo-France la plus proche, « Rollainville », sur la commune de Rollainville à 10 km à vol d'oiseau, est de 10,3 °C et le cumul annuel moyen de précipitations est de 860,3 mm. 
La température maximale relevée sur cette station est de 39,6 °C, atteinte le 25 juillet 2019 ; la température minimale est de −18,2 °C, atteinte le 20 décembre 2009,,.
Les paramètres climatiques de la commune ont été estimés pour le milieu du siècle (2041-2070) selon différents scénarios d'émission de gaz à effet de serre à partir des nouvelles projections climatiques de référence DRIAS-2020. Ils sont consultables sur un site dédié publié par Météo-France en novembre 2022.

## Urbanisme

### Typologie
Au 1er janvier 2024, Longchamp-sous-Châtenois est catégorisée commune rurale à habitat dispersé, selon la nouvelle grille communale de densité à sept niveaux définie par l'Insee en 2022.
Elle est située hors unité urbaine. Par ailleurs la commune fait partie de l'aire d'attraction de Neufchâteau, dont elle est une commune de la couronne,. Cette aire, qui regroupe 72 communes, est catégorisée dans les aires de moins de 50 000 habitants,.

### Occupation des sols
L'occupation des sols de la commune, telle qu'elle ressort de la base de données européenne d’occupation biophysique des sols Corine Land Cover (CLC), est marquée par l'importance des territoires agricoles (92 % en 2018), une proportion identique à celle de 1990 (92 %). La répartition détaillée en 2018 est la suivante : 
prairies (75,5 %), terres arables (15,5 %), forêts (7,7 %), cultures permanentes (1 %), zones urbanisées (0,3 %). L'évolution de l’occupation des sols de la commune et de ses infrastructures peut être observée sur les différentes représentations cartographiques du territoire : la carte de Cassini (XVIIIe siècle), la carte d'état-major (1820-1866) et les cartes ou photos aériennes de l'IGN pour la période actuelle (1950 à aujourd'hui).

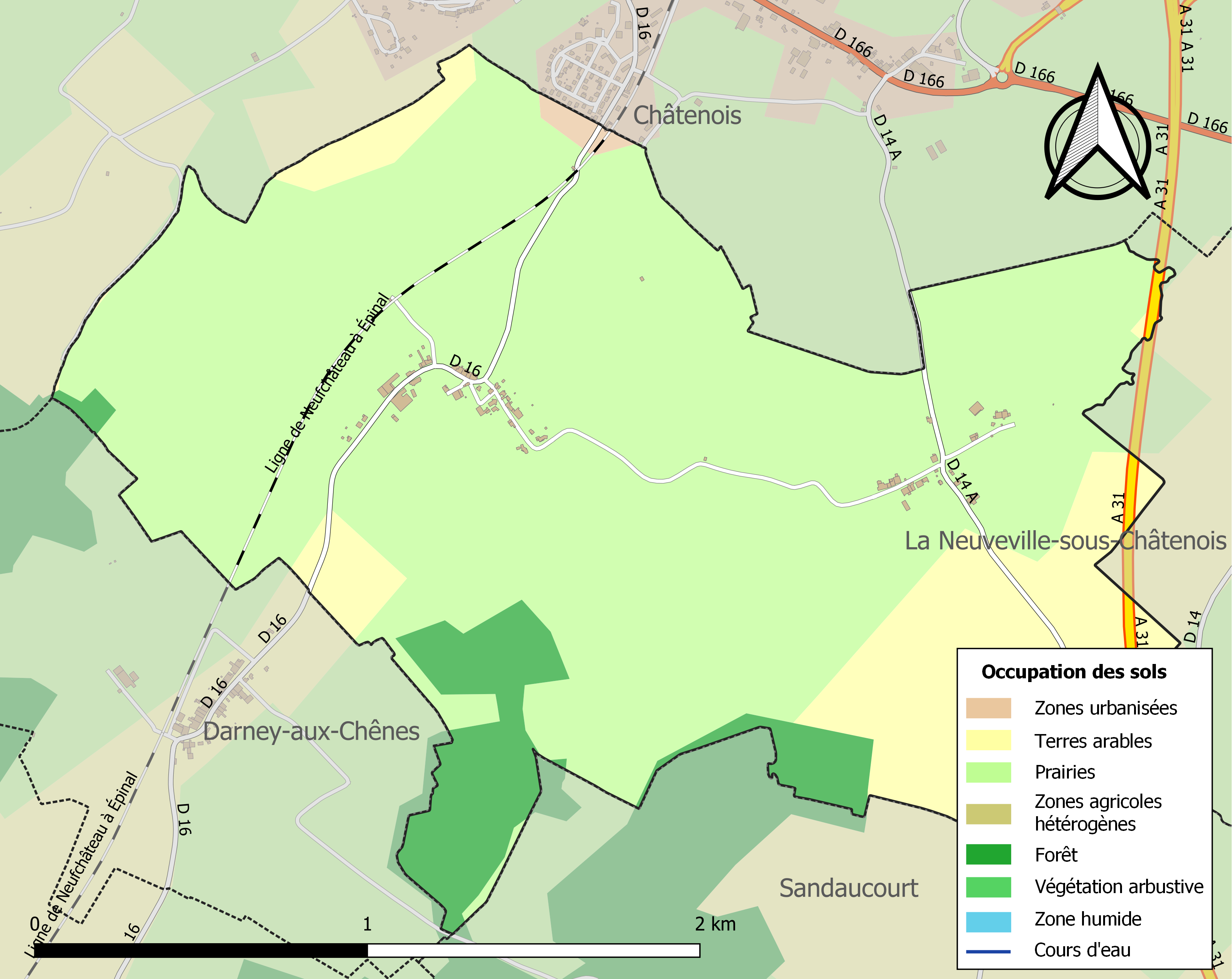
Carte des infrastructures et de l'occupation des sols de la commune en 2018 (CLC).

### Voies de communications et transports

#### Voies routières
- A31 (aussi appelée autoroute de Lorraine-Bourgogne). Échangeurs Châtenois, Bulgnéville, Robécourt.

#### Transports en commun

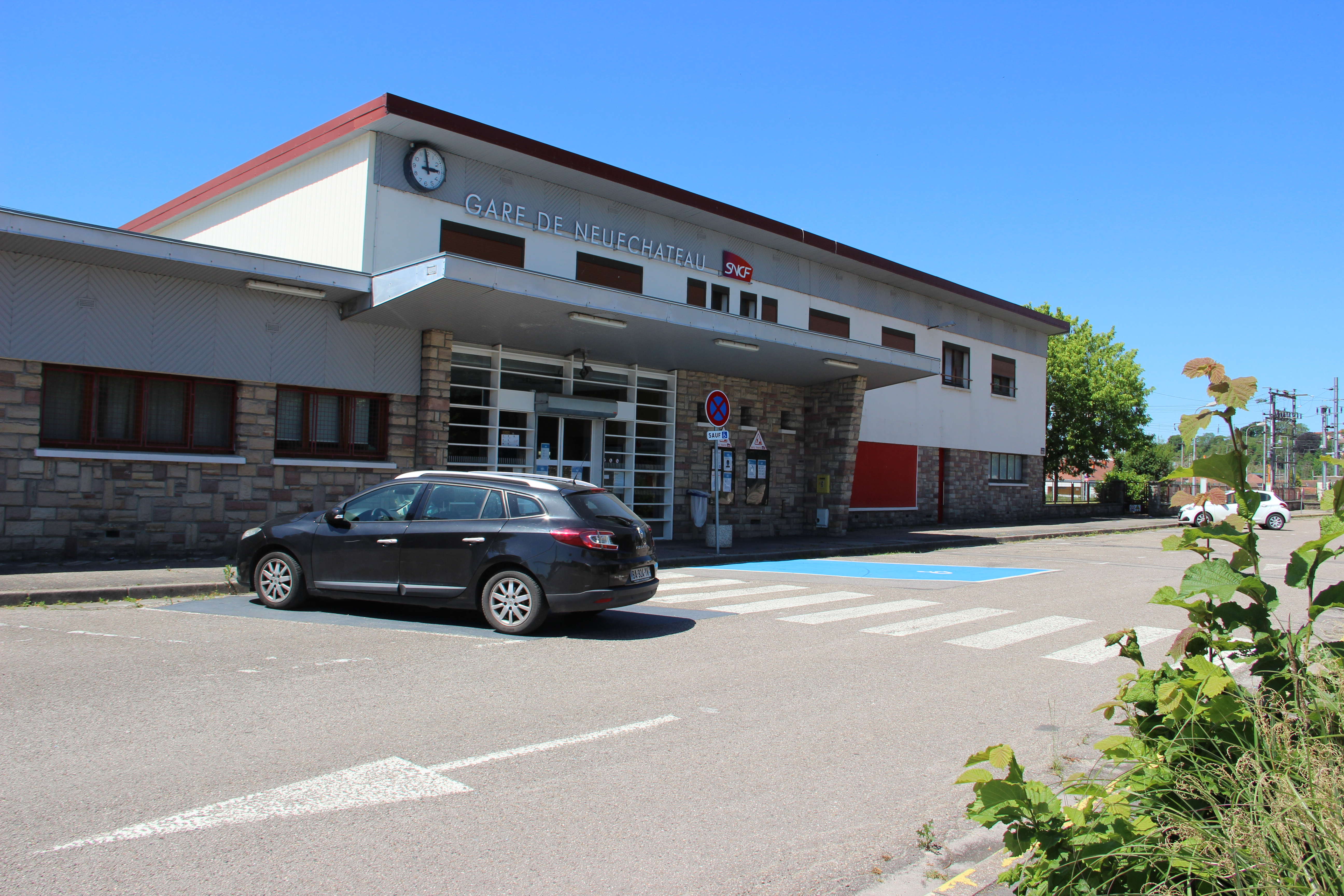
Gare de Neufchâteau.

- Fluo Grand Est.

#### Lignes SNCF
- Gare de Neufchâteau
- Gare de Contrexéville
- Gare de Vittel

#### Transports aériens
- L'Aéroport d'Épinal-Mirecourt « Vosges Aéroport ».

À partir de l'été 2021, l’aéroport d’Épinal-Mirecourt est devenu le "pélicandrome" de la Zone Est et servira ainsi de base de ravitaillement et d’intervention pour les avions bombardiers d’eau connus sous le nom de Dash 8.
- Aéroport de Nancy-Essey.
- Aérodrome de Langres - Rolampont

## Toponymie
Le nom de la localité est attesté sous les formes « Châtenois Apud Longum Campum » (1116) ; Cononis de Longchamp (1213) ; Lonchampt (1388) ; Lonchamps (1388) ; « De Longo Campo subtus Castinetum » (1402) ; Loinchamp (1459) ; Longchampt (1465) ; Longchamps (1594) ; Longchamp-sous-Châtenoy (1779) ; Longchamp (1790) ; Lonchamps (an II) ; Lonchamp-sous-Châtenois (1837).

Le nom de la commune varie en fonction des changements de nom de Châtenois.
Toponyme issu du gaulois Longo et campo et du latin longus  et campus désignant un « long champ, champ allongé ».
Longchamp est au Sud de Châtenois.

## Histoire

### Époque médiévale et moderne
Une bulle du pape Alexandre III en 1179 confirme les biens autrefois donnés au prieuré de Châtenois par le duc de Lorraine Gérard d'Alsace et son épouse Adwide. Longchamp figure ainsi comme une possession des moines bénédictins de Châtenois.
Au XIVe siècle, Longchamp appartient au doyenné de Châtenois et au diocèse de Toul. Le patronage de la cure de Longchamp est confié à l'abbé de Saint-Epvre, qui dirige un des prestigieux monastères de Toul dédié à saint Epvre. Le curé nominal a le tiers des dîmes, les deux tiers restant, avec le cortège des menues dîmes de Longchamps et Rémois, reviennent aux bénédictins de Châtenois.
En 1412, Edouart, comte de Bar, reçoit l'hommage de la noble Isabelle de Brixey pour ses possessions à Longchamp. Une concentration seigneuriale s'opère ensuite, car l'archiviste retrouve Longchamp-sous-Châtenois avec les communautés de Tilleux, Vouxey, Rouvres (incluant une partie de Rouvres-en-Xaintois), Contrexéville, Le Ménil, Aimbrecourt, Aouze, Balléville et Certilleux. Ce sont les terres de la seigneurie de Removille réunie à la seigneurie du Châtelet, près de l'abbaye de l'Étanche. Antoine de Ville est, en titre et en fonction, seigneur de Removille et bailli des Vosges vers 1534.
Longchamp est une communauté recensée de la prévôté de Châtenois et Neufchâteau, dans le bailliage des Vosges en 1594. En 1621, les biens fonciers de la seigneurie de Removille sont rassemblés dans le marquisat de  Removille, érigé au profit de la maison de Bassompierre. Le premier marquis, African de Bassompierre, est aussi bailli des Vosges.
En 1610, un incendie détruit le registre de paroisse. Avec la reconstruction de l'église flambée, une tentative de reconstitution de l'état civil des habitants de Rémois et Longchamp est réalisée, comme en témoignent des pièces d'archives du XVIIIe siècle. Pourtant les débuts des actes de baptême, de mariage et de sépulture datent de 1640. Par des documents d'archives différents, nous savons que le patronyme Olry désigne une famille possessionnée au village. Les enfants et la veuve du peintre Claude Bassot y habitent en 1649.
En 1710, la communauté qui compte 26 foyers fiscaux (peut-être 120 habitants en comptant un cinquième de pauvres exemptés) fait partie de la prévôté unique de Châtenois. En 1751, elle est gérée administrativement dans le bailliage et la maîtrise de Neufchâteau selon la coutume de Lorraine. En 1790, elle intègre le district de Neufchâteau et le canton de Châtenois.
Route d'Hébécourt (Québec). Son nom rappellerait le souvenir de : Louis-Philippe Le Dossu d’Hébécourt (Toponymie ) (Longchamp-sous-Châtenois, France, 1724 – ?, France, 1790?), militaire français qui s’est illustré en Nouvelle-France pendant la guerre de Sept Ans (de 1756 à 1763).

### XIXesiècle
L'école communale est construite entre 1834 et 1835. La mairie est installée en 1852 dans une chambre du presbytère, qui servait autrefois au logement de l'instituteur.

### Longchamp-sous-Châtenois en 1886
Longchamp-sous-Châtenois relève toujours à cette époque du canton de Châtenois, arrondissement de Neufchâteau, en 1886. La statistique des Vosges indique que le centre de la commune, sur une petite colline de la vallée du Ziel, à 327 mètres d'altitude, est à 58 km d'Épinal, 16 km de Neufchâteau et 2 km de Châtenois, sur le passage du chemin de grande communication no 16 (2) de Aulnois à Repel,.
La commune est sillonnée par 877 mètres de chemins vicinaux ordinaires et 10 066 mètres de chemins ruraux reconnus. La station de chemin de fer la plus proche sur la ligne Neufchâteau-Épinal est à 1,5 km, à Châtenois, ainsi que les postes et télégraphe.
Si le village traversé par le ruisseau du Ziel (encore dénommé Baugney) et ses quelques écarts, parmi lesquels une ferme de huit habitants, isolée par deux barrières de chemin de fer, comptent encore 38 maisons, il n'y a plus que 136 habitants dont seulement 34 électeurs élisent les dix conseillers municipaux. Le vieillissement de la population est significatif, l'école primaire mixte ne compte que 32 élèves et il n'y a aucun conscrit en 1886. La bibliothèque de l'école recèle 110 volumes.
La surface communale s'étend sur 291 ha, les champs labourés avec 161 ha l'emportent sur les prés 90 ha. Les cultures principales restent le blé (1 050 hl), l'avoine (1 500 hl), la pomme de terre (1 200 hl) mais aussi le tabac (1 014 kg) soit 707,39 francs. Les friches en progression atteignent 6 ha, les vignes qui produisent 315 hl de vin occupent 7 ha sur les sols bien exposés, les jardins près des maisons et les chènevières proches 6 ha. Les bois communaux, estimés à 149 030 francs couvrent environ 21 ha.
Le principal commerce concerne le bétail, en particulier les bêtes à cornes.
À l'instar de la brigade de gendarmerie, la perception et recette municipale siège à Châtenois. Le revenu communal s'élève à 1 514 francs, la valeur du centime à 16,03 francs, les produits des quatre contributions directes à 2 843 francs, dont 101,37 francs de patentes commerciales.
Les habitants bons catholiques se retrouvent chaque dimanche à l'église paroissiale. La paroisse dont la fête patronale est fixée en l'honneur de saint Élophe, le 16 octobre, dépend de la cure de Châtenois.

### Mutations administratives
La commune a absorbé sa petite voisine Rémois (code 88384) le 1er janvier 1963 (arrêté préfectoral du 15 octobre 1962). Elle appartient à la Communauté de communes de l'Ouest Vosgien depuis le 1er janvier 2017.

## Politique et administration
| Période                                  | Période   | Identité       | Étiquette | Qualité                            |
| ---------------------------------------- | --------- | -------------- | --------- | ---------------------------------- |
| Les données manquantes sont à compléter. |           |                |           |                                    |
| mars 1983                                | mars 2014 | Fernand Robert | DVD       |                                    |
| mars 2014                                | En cours  | Noël Savarit   |           | Employé administratif d'entreprise |

## Population et société

### Démographie

#### Évolution démographique
L'évolution du nombre d'habitants est connue à travers les recensements de la population effectués dans la commune depuis 1793. Pour les communes de moins de 10 000 habitants, une enquête de recensement portant sur toute la population est réalisée tous les cinq ans, les populations de référence des années intermédiaires étant quant à elles estimées par interpolation ou extrapolation. Pour la commune, le premier recensement exhaustif entrant dans le cadre du nouveau dispositif a été réalisé en 2005.

En 2022, la commune comptait 81 habitants, en évolution de +17,39 % par rapport à 2016 (Vosges : −2,96 %, France hors Mayotte : +2,11 %).
| 1793 | 1800 | 1806 | 1821 | 1831 | 1836 | 1841 | 1846 | 1856 |
| ---- | ---- | ---- | ---- | ---- | ---- | ---- | ---- | ---- |
| 136  | 149  | 149  | 182  | 172  | 189  | 181  | 174  | 155  |

| 1861 | 1866 | 1876 | 1881 | 1886 | 1891 | 1896 | 1901 | 1906 |
| ---- | ---- | ---- | ---- | ---- | ---- | ---- | ---- | ---- |
| 137  | 137  | 119  | 137  | 136  | 120  | 113  | 110  | 94   |

| 1911 | 1921 | 1926 | 1931 | 1936 | 1946 | 1954 | 1962 | 1968 |
| ---- | ---- | ---- | ---- | ---- | ---- | ---- | ---- | ---- |
| 85   | 77   | 60   | 73   | 68   | 69   | 78   | 68   | 102  |

| 1975 | 1982 | 1990 | 1999 | 2005 | 2006 | 2010 | 2015 | 2020 |
| ---- | ---- | ---- | ---- | ---- | ---- | ---- | ---- | ---- |
| 108  | 103  | 78   | 89   | 111  | 112  | 92   | 72   | 81   |

| 2022 | - | - | - | - | - | - | - | - |
| ---- | - | - | - | - | - | - | - | - |
| 81   | - | - | - | - | - | - | - | - |

### Enseignement
Établissements d'enseignements :
- Écoles maternelles et primaires à Châtenois, La Neuveville-sous-Châtenois, Houécourt, Dombrot-sur-Vair, Rouvres-la-Chétive, Belmont-sur-Vair.
- Collèges à Châtenois, Mandres-sur-Vair, Vittel, Contrexéville, Neufchâteau.
- Lycées à  Mandres-sur-Vair, Contrexéville, Neufchâteau.

### Santé
Professionnels et établissements de santé :
- Médecins à Châtenois, Bulgnéville, Gironcourt-sur-Vraine, Contrexéville, Neufchâteau.
- Pharmacies à Châtenois, Bulgnéville, Gironcourt-sur-Vraine, Contrexéville, Neufchâteau.
- Hôpitaux à Neufchâteau, Vittel, Mattaincourt, Mirecourt, Lamarche, Ville-sur-Illon.

### Cultes
- Culte catholique, Paroisse Saint-Jean-Baptiste-au-Pays-de-Châtenois[33], Diocèse de Saint-Dié.

### Budget et fiscalité 2023

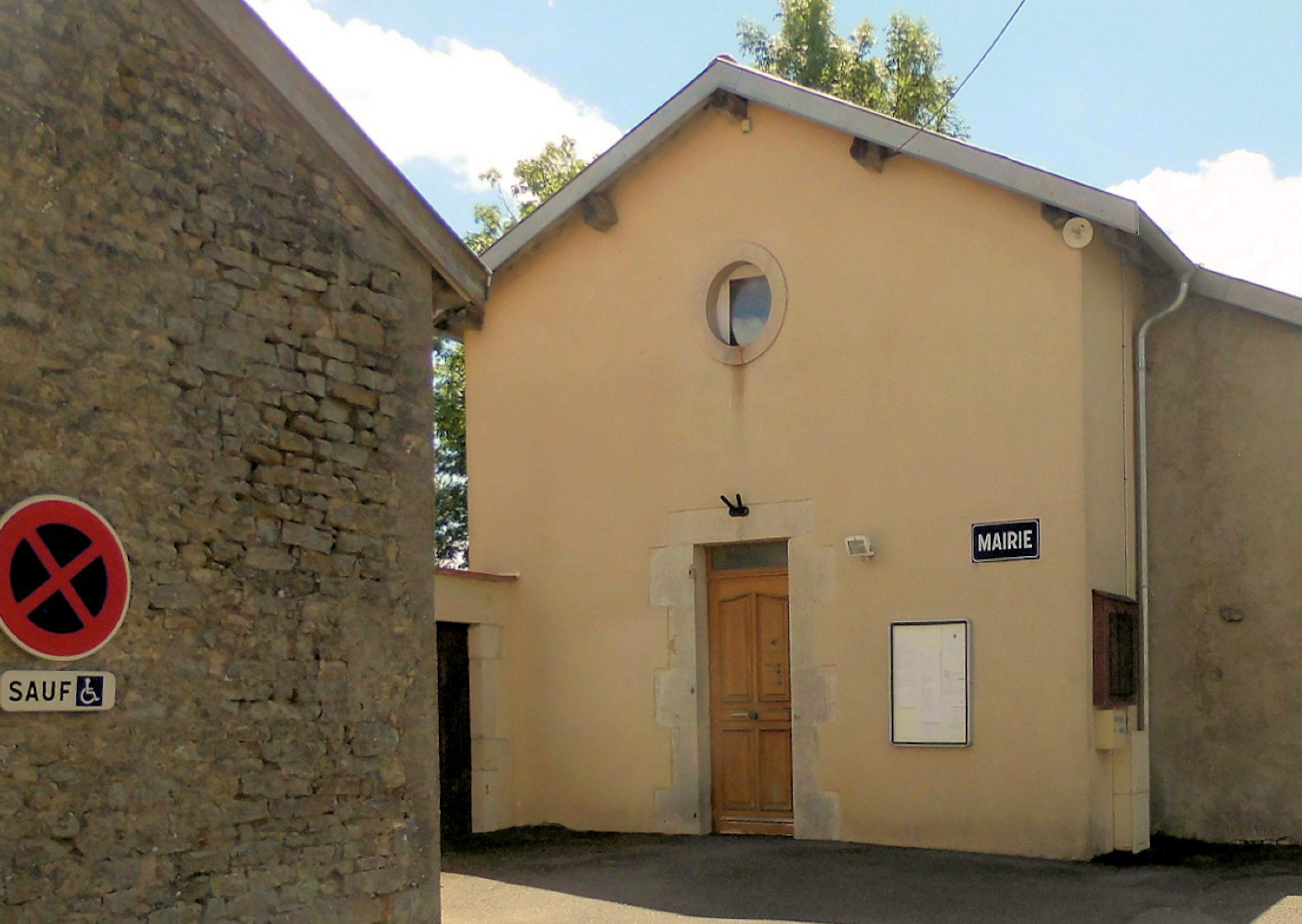
La mairie.

En 2023, le budget de la commune était constitué ainsi :
- total des produits de fonctionnement : 127 000 €, soit 1 525 € par habitant ;
- total des charges de fonctionnement : 88 000 €, soit 1 054 € par habitant ;
- total des ressources d'investissement : 6 000 €, soit 67 € par habitant ;
- total des emplois d'investissement : 2 000 €, soit 21 € par habitant ;
- endettement : 0 €, soit 0 € par habitant.

Avec les taux de fiscalité suivants :
- taxe d'habitation : 18,02 % ;
- taxe foncière sur les propriétés bâties : 31,11 % ;
- taxe foncière sur les propriétés non bâties : 8,91 % ;
- taxe additionnelle à la taxe foncière sur les propriétés non bâties : 0,00 % ;
- cotisation foncière des entreprises : 0,00 %.

Chiffres clés Revenus et pauvreté des ménages en 2021 : médiane en 2021 du revenu disponible, par unité de consommation.

## Économie

### Entreprises et commerces

#### Agriculture
- Élevage de vaches laitières.
- Élevage de chevaux et d'autres équidés.
- Culture de légumes, de melons, de racines et de tubercules

#### Tourisme
- Hébergements et restauration à Châtenois, Saint-Paul,  Gironcourt-sur-Vraine, Bulgnéville.

#### Commerces
- Commerces et services de proximité[36].

## Culture locale et patrimoine

### Lieux et monuments

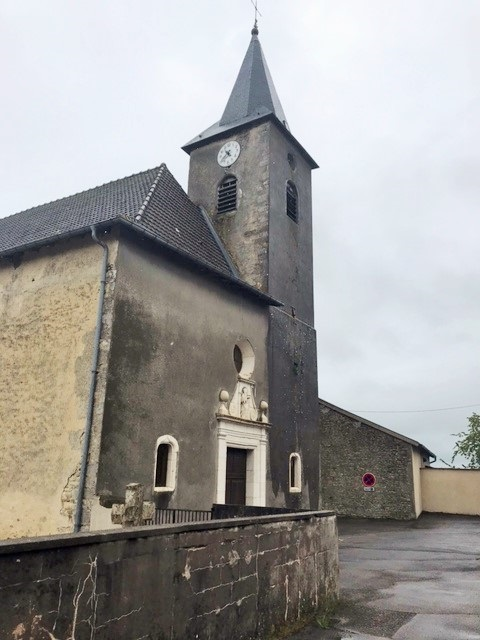
Église paroissiale Saint-Éloph[37].
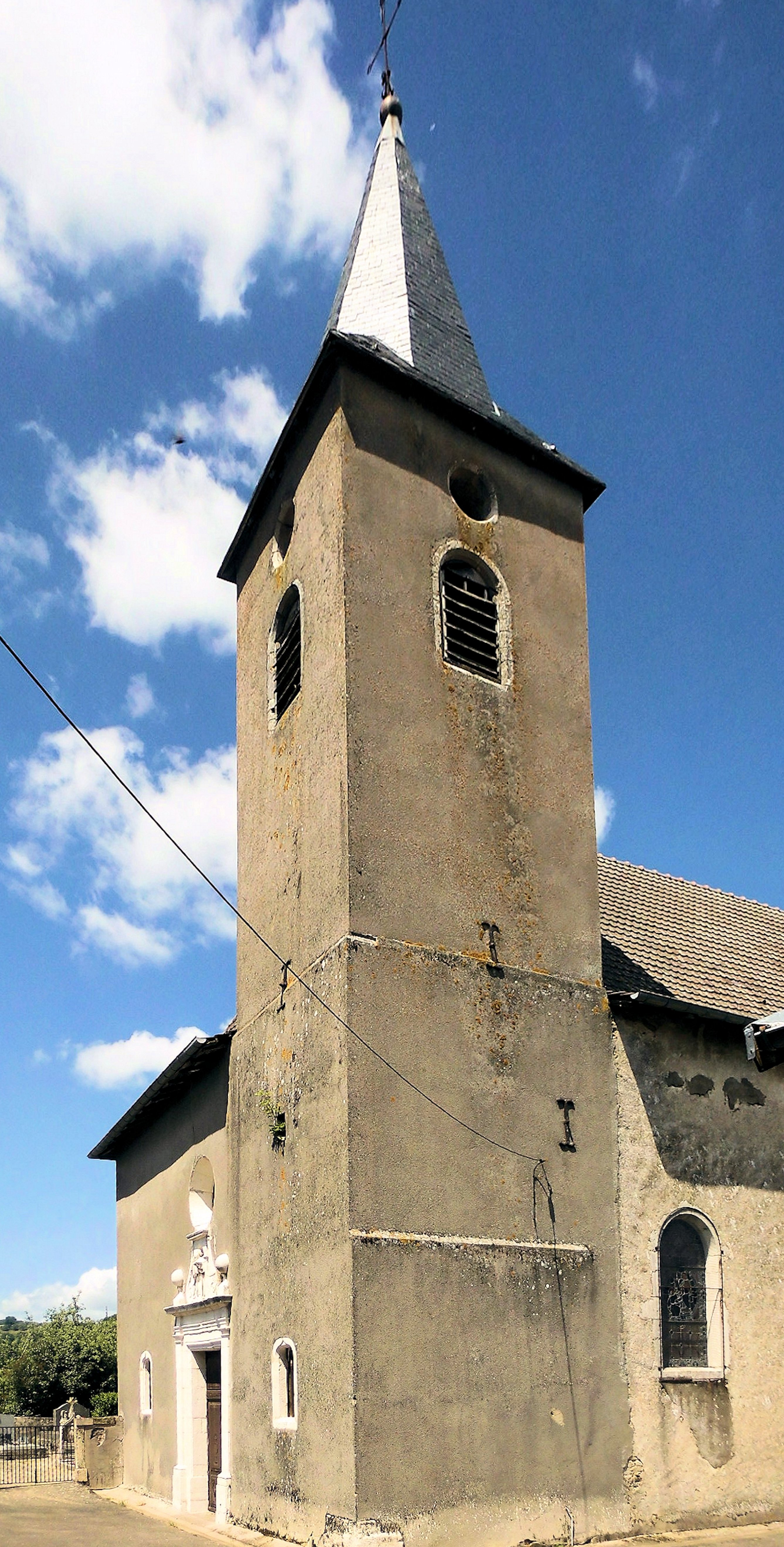
La tour d'église Saint-Élophe, côté sud-ouest.
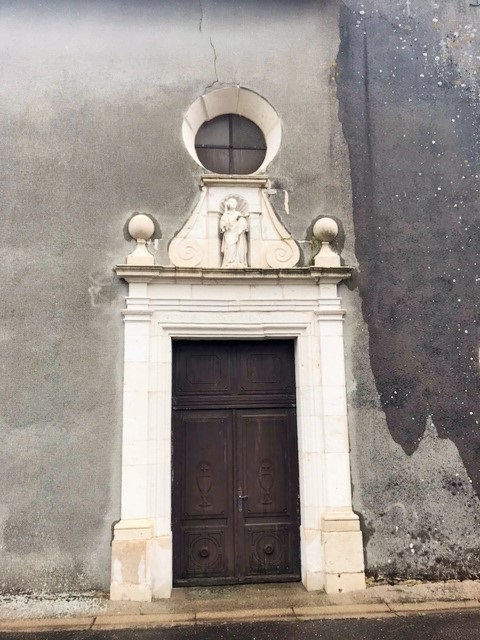
Portail de l'église Saint-Élophe.

- Église Saint-Élophe, dont le linteau du portail est de style Renaissance, et réunit un ensemble exceptionnel de retables architecturés baroques (1722), dont un baldaquin d’autel en forme de couronne ducale[38] :

Patrimoine mobilier :
* cloche,
* statues,,
* chaire,
* autel, retable,,,
* christ en croix.
- La fontaine, établie en 1837, selon les plans de Abel Mathey fils, architecte à Neufchâteau[48].
- Calvaire ancien à Rémois.
- Patrimoine rural recensé par le service régional de l'Inventaire général du patrimoine culturel[49].
- Monument aux morts 1914-1918, commun avec Rémois[50].

### Personnalités liées à la commune
- Des ancêtres de l’écrivain Paul Claudel dans les Vosges à Longchamp-sous-Châtenois.
- Hubert Bertrand, Médaillé de Sainte-Hélène[51].
- Louis-Philippe Le Dossu D'Hébécourt, né à Longchamp-sous-Châtenois[52],[53].